# Tynwald
De Tynwald, of officieel de hoge raad van Tynwald, is het parlement van het eiland Man. Gezegd wordt dat de Tynwald het oudste nog bestaande parlement ter wereld is. Het bestaat uit 24 leden van The House of Keys (vergelijkbaar met de Belgische Kamer van volksvertegenwoordigers of de Nederlandse Tweede Kamer der Staten-Generaal) en 11 leden van de indirect gekozen Legislative Council (vergelijkbaar met de Belgische Senaat of de Nederlandse Eerste Kamer).

## Etymologie
De naam Tynwald is afgeleid van het Oud-Noorse woord Þingvǫllr, wat ontmoetingsplek betekent.

## Geschiedenis

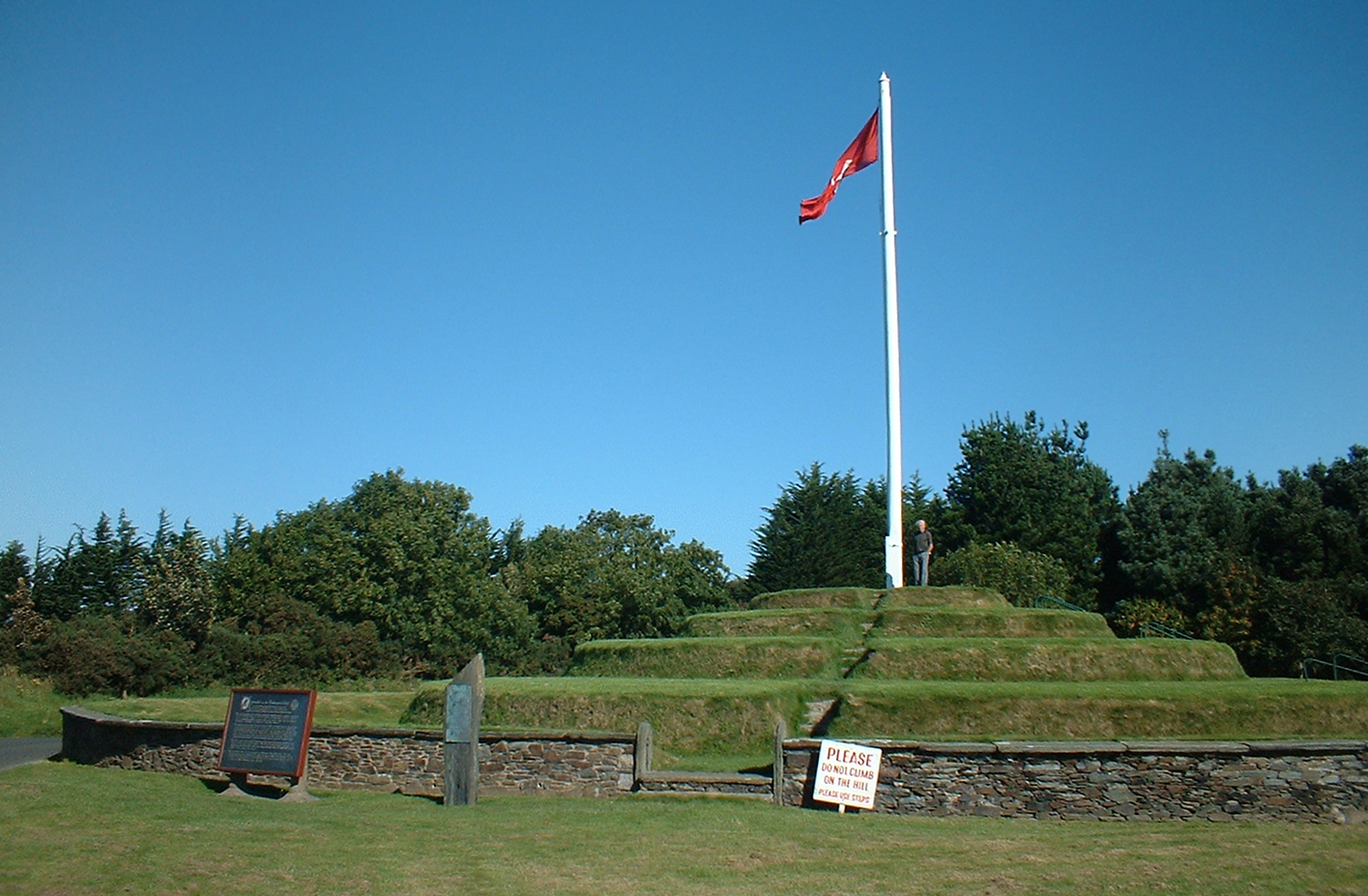
De Tynwald-heuvel

Gezegd wordt dat de Tynwald het oudste parlement ter wereld is. Het is waarschijnlijk opgericht in 979 (hoewel Man al een soort parlement had in de 9e eeuw; ook zou een zekere Orry volgens de overlevering omstreeks 920 een parlement hebben ingericht) en heeft sindsdien bestaan. Er zijn wel parlementen die eerder zijn opgericht, zoals het IJslandse Alding, maar dat heeft tussen 1800 en 1845 niet bestaan. In hun primitiefste vorm vonden de dingvergaderingen plaats op Tynwald Hill, een heuvel in het gehucht St John's. Deze locatie wordt nog eenmaal per jaar, op Tynwald Day, gebruikt voor een ceremoniële afkondiging van de Manxe wetten in beide talen. Bij deze ceremonie wordt een strikt protocol nageleefd dat dicteert op welke trap van de heuvel welke hoogwaardigheidsbekleders dienen te zitten, afhankelijk van hun rang.

#### Middeleeuwen
In de middeleeuwen bestond de Tynwald alleen uit The House of Keys, bestaande uit 24 mensen, "The Keys" genoemd, hetgeen mogelijkerwijze een verbastering is van kiare as feed, het getal vierentwintig in het Manx-Gaelisch. Deze raadslieden stonden in de middeleeuwen tevens bekend als Taxiaxi, een woord met een obscure etymologie. Voor elk van de 6 sheadings (vroegere provincies op Man) waren er 4 vertegenwoordigers. Tot 1577 maakte het parlement nog geen regels, maar oordeelde alleen over de oude wetten als daar twijfel over bestond.

#### 17e en 18e eeuw
Na de Engelse Burgeroorlog werd door het Verenigd Koninkrijk de macht teruggegeven aan de Lords of Man, leden van het Engelse adelsgeslacht Stanley, waardoor de macht van de Tynwald aanzienlijk terugliep. De Stanleys beschouwden Man als hun privébezit en waren weinig in de lokale bestuursorganen geïnteresseerd. In 1737 kreeg het parlement weer macht, maar dit duurde niet lang; in 1756 werd Man Brits Kroonbezit. De plaatselijke regering zetelde in het Old House of Keys in Castletown.

#### 19e eeuw tot heden
In 1867 werd de Tynwald weer een 'echt' parlement. De leden werden vanaf dan direct gekozen door het volk. Het House of Keys verhuisde van Castletown naar Douglas, waar het in een nieuw gebouw werd ondergebracht. Het Old House of Keys in Castletown is thans een museum; de oude Tynwald-heuvel in St. John's is een toeristische attractie.